# Vlag van Arnemuiden

Vlag van Arnemuiden

De vlag van Arnemuiden is de vlag die de voormalige gemeente Arnemuiden tussen 1954 en 1997 als gemeentevlag gebruikte. De vlag werd ingesteld bij het raadsbesluit van 29 januari 1954.
De beschrijving luidt: 
"Een witte vlag met drie gegolfde banen blauw-wit-blauw met op het midden het gekroonde gemeentewapen."
De vlag is ontworpen door J. de Klerk. De basiskleur wit is een herinnering aan een wit vaantje met daarop het wapen van Arnemuiden, dat de Watergeuzen voor 1574 in Arnemuiden achtergelaten zouden hebben. De gegolfde banen verwijzen naar het wapen en de vlag van Zeeland. Het raadsbesluit maakt melding van een oranje franje waarmee de vlag boven, onder en aan de vluchtzijde omzoomd zou moeten worden. Dit ter herinnering en als eerbetoon aan Willem van Oranje die stadsrechten verleende aan Arnemuiden. In 1574 kreeg Arnemuiden stadsrechten, maar het had geen zitting in de Staten van Zeeland. Sinds de gemeentelijke herindeling van 1 januari 1997 maakt de gemeente deel uit van de gemeente Middelburg waardoor de vlag kwam te vervallen. 

## Verwante afbeelding

Het wapen van Arnemuiden

Aardenburg 
· Arnemuiden 
· Axel 
· Baarland 
· Biervliet 
· Biggekerke 
· Borssele 
· Breskens 
· Brouwershaven 
· Bruinisse 
· Burgh 
· Domburg 
· Dreischor 
· Driewegen 
· Duiveland 
· Ellewoutsdijk 
· 's-Gravenpolder 
· Groede 
· Haamstede 
· 's-Heer Abtskerke 
· 's-Heer Arendskerke 
· Hoedekenskerke 
· Hontenisse 
· IJzendijke 
· Kloetinge 
· Kortgene 
· Koudekerke 
· Krabbendijke 
· Kruiningen 
· Mariekerke 
· Meliskerke 
· Middenschouwen 
· Nieuw- en Sint Joosland 
· Nisse 
· Noordgouwe 
· Oostburg 
· Oostkapelle 
· Oud-Vossemeer 
· Oudelande 
· Ovezande 
· Poortvliet 
· Retranchement 
· Rilland-Bath 
· Ritthem 
· Sas van Gent 
· Scherpenisse 
· Schoondijke 
· Sint-Annaland 
· Sint Jansteen 
· Sint-Maartensdijk 
· Sint Philipsland 
· Sluis 
· Sluis-Aardenburg 
· Stavenisse 
· Valkenisse 
· Vogelwaarde 
· Waarde 
· Waterlandkerkje 
· Wemeldinge 
· Westdorpe 
· Westerschouwen 
· Westkapelle 
· Wissenkerke 
· Wolphaartsdijk 
· Zaamslag 
· Zierikzee 
· Zuiddorpe 
· Zuidzande